# Caledonomorpha elegans
Genre
Caledonomorpha elegans est une espèce des coléoptères de la famille des Carabidae, de la sous-famille des Cicindelinae, de la tribu des Cicindelini et de la sous-tribu des Prothymina.
Elle est trouvée en Nouvelle-Guinée.